# Szabolcs-Szatmár-Bereg
Szabolcs-Szatmár-Bereg [sabolč satmár bereg] je župa na severovýchodě Maďarska, v nejvýchodnější části země. Hraničí na severu krátce se Slovenskem, na severovýchodě s Ukrajinou a na jihovýchodě s Rumunskem (jediná maďarská župa hraničící se třemi státy), dále na jihozápadě se župou Hajdú-Bihar a na severozápadě Borsod-Abaúj-Zemplén. Jejím hlavním a zdaleka největším městem je Nyíregyháza. Župa má rozlohu 5 936 km² a žije zde přibližně 529 tisíc obyvatel.

## Historie
Župa vznikla při správní reformě roku 1950 sloučením většiny Szabolčsko-užské župy se župou Szatmár-Ugocsa-Bereg a okrajovými částmi Zemplínské župy. Do roku 1991 se nazývala pouze Szabolcs-Szatmár. Z hlediska historického členění Uherska zahrnuje dnešní župa valnou většinu někdejší Szabolčské župy, město Záhony z bývalé Užské župy, jihozápad bývalé Berežské župy, západní část bývalé Satumarské župy, nepatrné okrajové části bývalé Zemplínské župy a nepatrnou nezastavěnou část bývalé Ugočské župy.

## Přírodní poměry
Celé území župy se prostírá v severní části Velké uherské nížiny, je tedy převážně ploché. Ve střední části se nachází zvlněná mírně vyvýšená oblast Nyírség (ňíršég, "Březina"), pokrytá lehkou písčitou půdou nebo navátými písky a porostlá březovými lesy. Podle ní má řada zdejších sídel v názvu předponu Nyír-. Toto území obtéká ze tří stran (od východu na sever a pak podél severozápadní hranice) řeka Tisa, do níž se poblíž Vásárosnaménye prakticky společně vlévají Szamos a Kraszna, přitékající z Rumunska. O něco výše (východně) se do Tisy vlévá ještě Túr. V župě se nachází množství stepních i lužních jezírek, mrtvých meandrů a mokřin, s výskytem cenné fauny a flóry. Nejvyšší vrch v župě (a jediné místo přesahující 200 metrů nad mořem) se nachází na hranici s Ukrajinou v masivu Kosynské hory.

## Doprava
Župa se nachází v nejodlehlejší části Maďarska vzhledem k metropoli Budapešť a vyspělejším částem Evropy, leží na hranici Evropské unie a ještě výrazněji i schengenského prostoru. Je sem nicméně z Budapešti dovedena dálnice M3 vedoucí kolem Nyíregyházy a Nagykálló do blízkosti Mátészalky. Severojižně ji křižuje dálková silnice č. 4 (E573) Debrecín - Nyíregyháza - Užhorod. Hlavním železničním uzlem župy je Nyíregyháza, kde se stýkají hlavní tratě z Miskolce a Debrecína (obě počínají v Budapešti), jediná trať z Maďarska na Ukrajinu přes přechod Záhony-Čop a lokální tratě, které mají druhý větší uzel ve stanici Mátészalka. Železniční spojení s Rumunskem zde existuje jen místní drahou Mátészalka - Carei, další tratě končí na státní hranici.

## Správní rozdělení

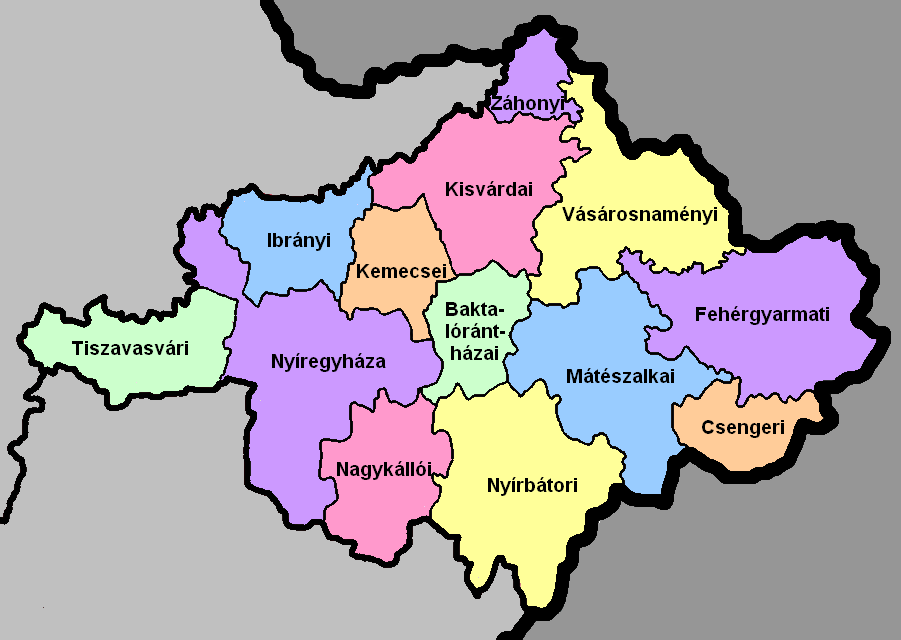
Členění župy na okresy

Župa je rozdělena na 13 okresů. Jsou to:
|    | Jméno okresu    | Počet obcí | Obyvatel | Rozloha v km2 |
| -- | --------------- | ---------- | -------- | ------------- |
| 1  | Baktalórántháza | 12         | 19 521   | 254,47        |
| 2  | Csenger         | 11         | 13 839   | 246,51        |
| 3  | Fehérgyarmat    | 50         | 38 363   | 707,37        |
| 4  | Ibrány          | 8          | 23 850   | 304,91        |
| 5  | Kemecse         | 11         | 22 185   | 246,41        |
| 6  | Kisvárda        | 23         | 57 050   | 523,09        |
| 7  | Mátészalka      | 26         | 64 810   | 624,70        |
| 8  | Nagykálló       | 8          | 30 430   | 377,36        |
| 9  | Nyírbátor       | 20         | 43 557   | 695,94        |
| 10 | Nyíregyháza     | 15         | 166 684  | 809,61        |
| 11 | Tiszavasvári    | 6          | 27 306   | 381,61        |
| 12 | Vásárosnamény   | 28         | 36 689   | 617,94        |
| 13 | Záhony          | 11         | 19 369   | 145,95        |

Počet obyvatel uvedený v tabulce je k 1. lednu 2013

## Města
| pořadí | název         | poč. obyv. (1. 1. 2024) |
| ------ | ------------- | ----------------------- |
| 1.     | Nyíregyháza   | 115 359                 |
| 2.     | Mátészalka    | 15 157                  |
| 3.     | Kisvárda      | 14 888                  |
| 4.     | Tiszavasvári  | 12 276                  |
| 5.     | Újfehértó     | 12 183                  |
| 6.     | Nyírbátor     | 11 237                  |
| 7.     | Nagykálló     | 9 033                   |
| 8.     | Vásárosnamény | 7 895                   |
| 9.     | Fehérgyarmat  | 6 975                   |
| 10.    | Nyírtelek     | 6 455                   |

## Galerie

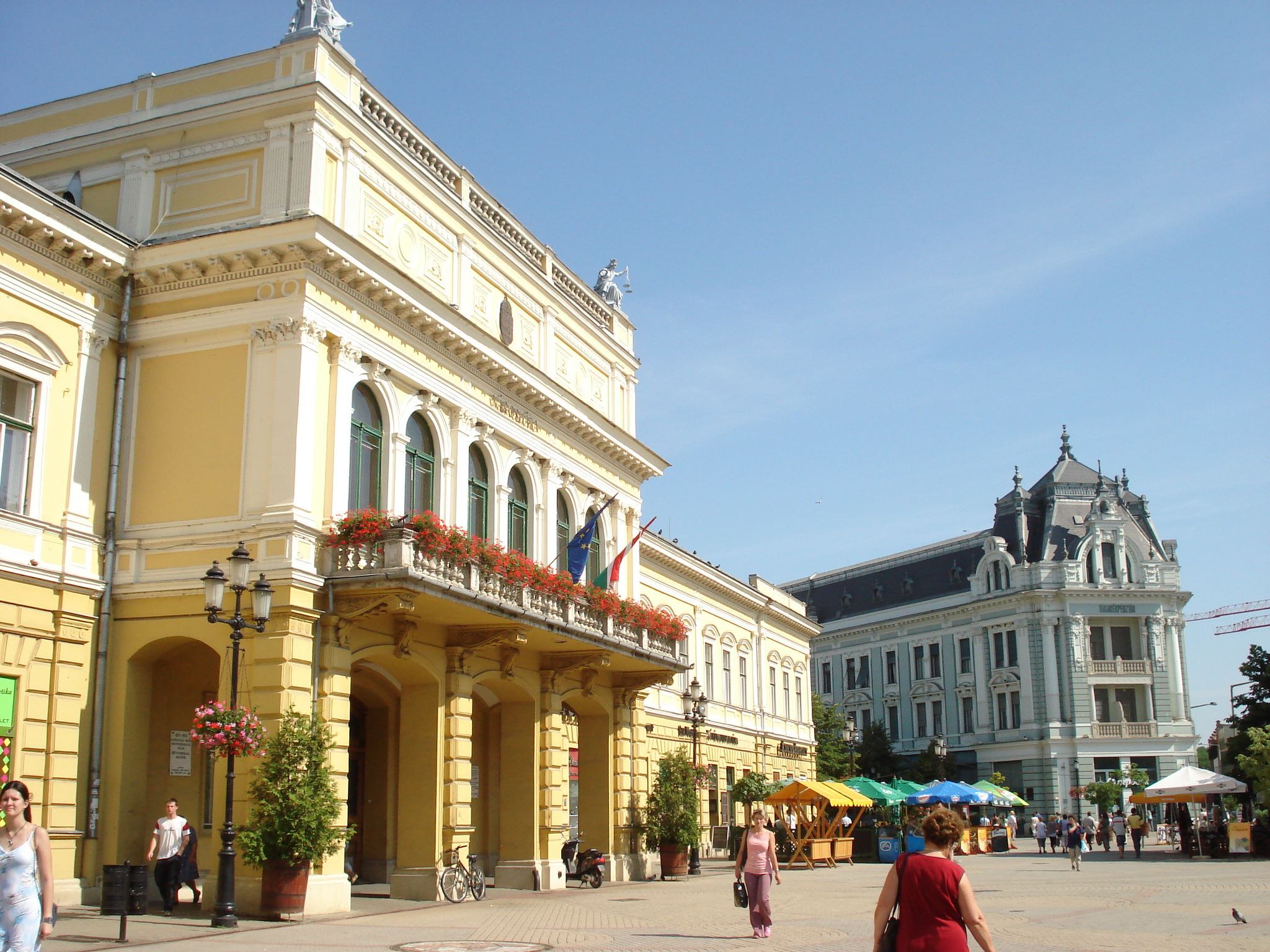
Radnice v Nyíregyháze
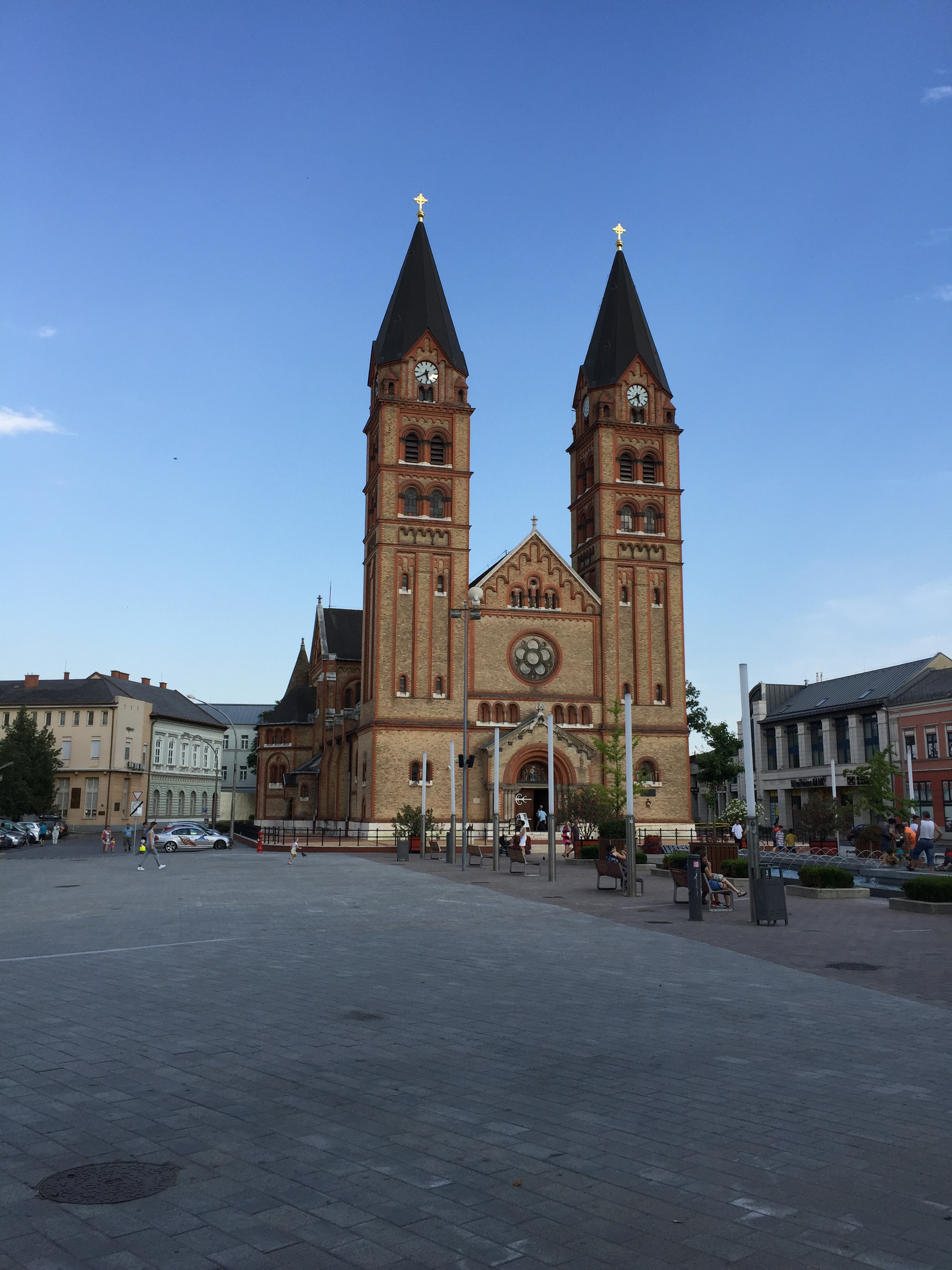
Katolický kostel v Nyíregyháze
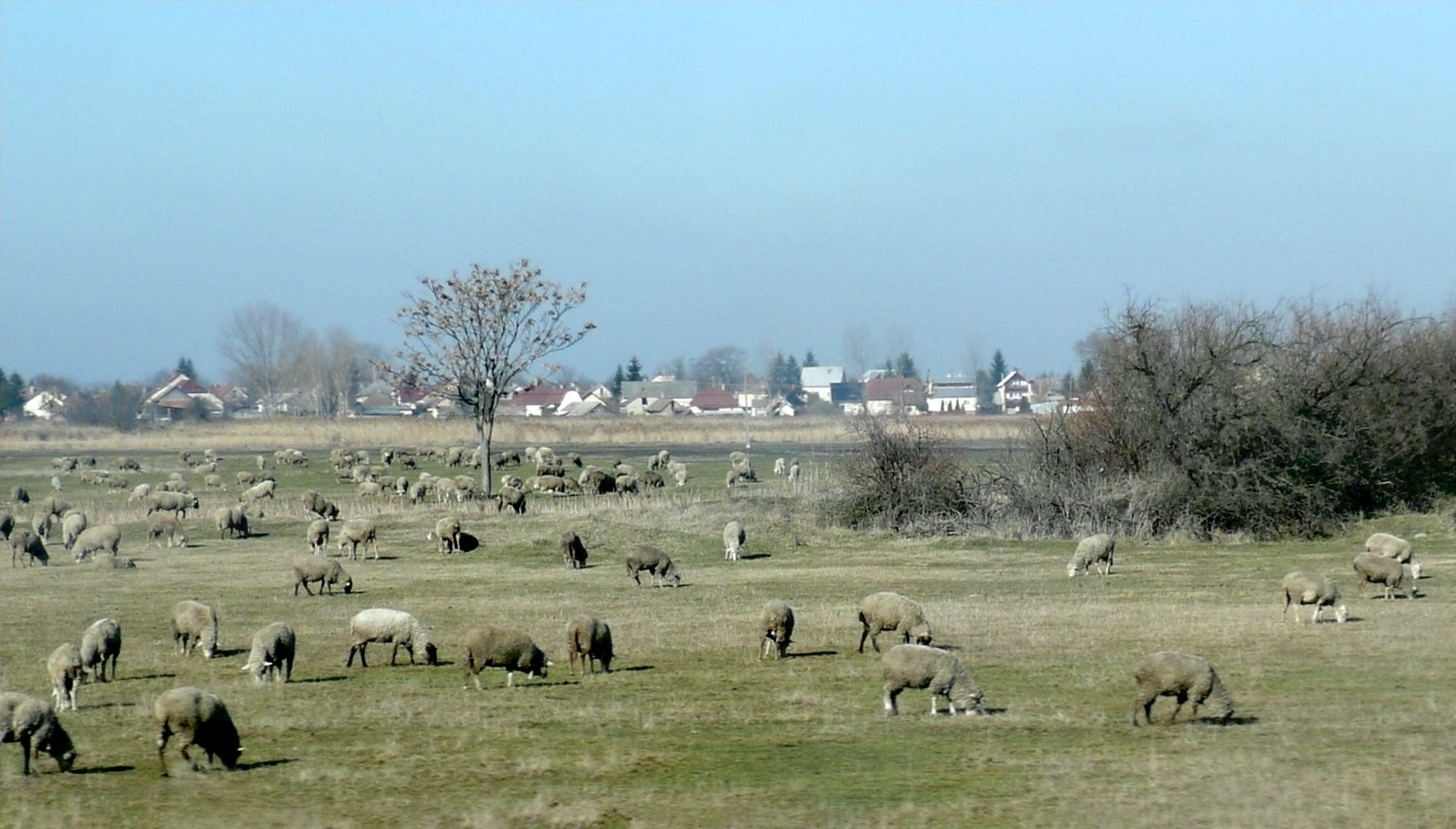
Újfehértó
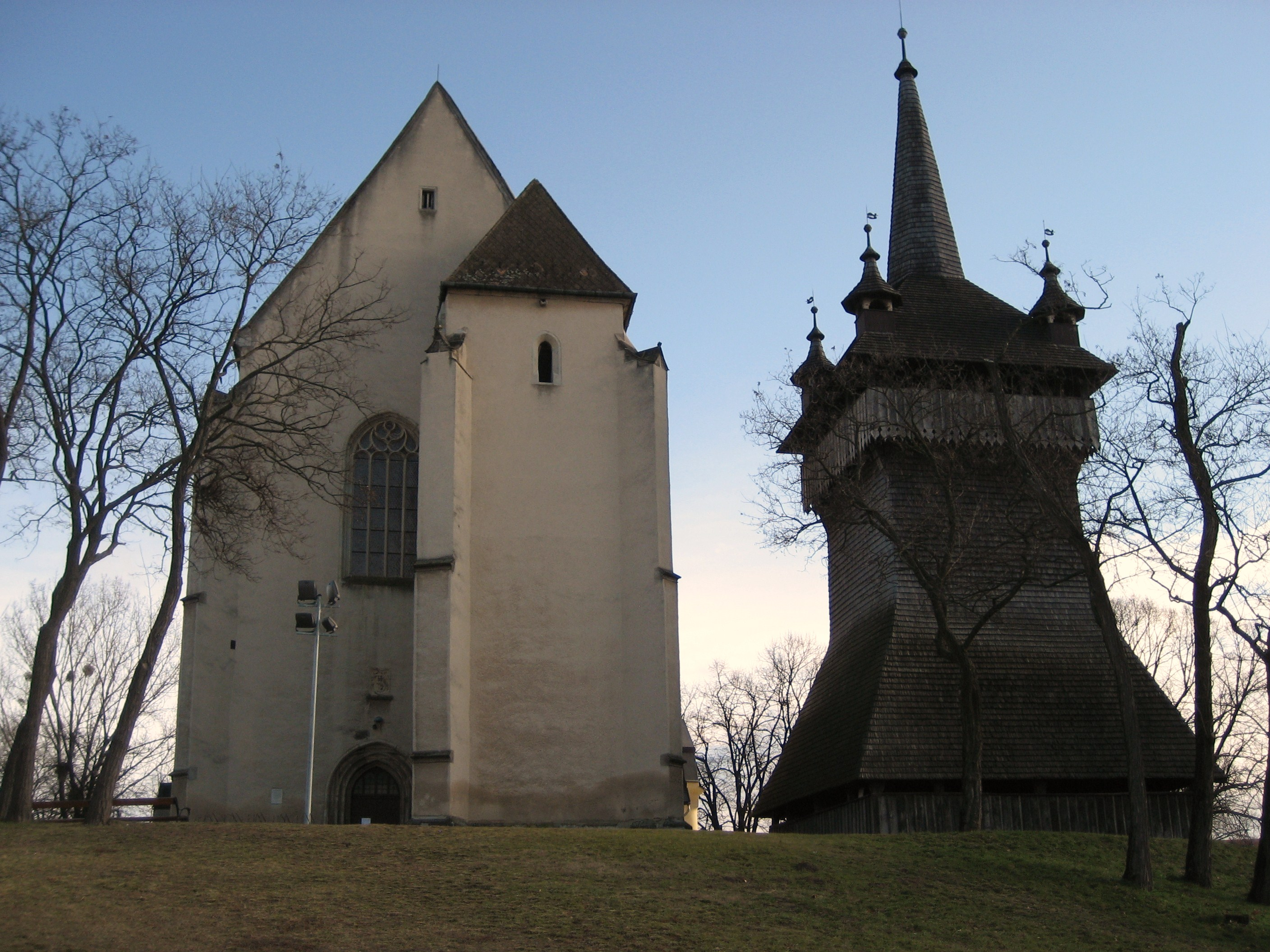
Nyírbátor
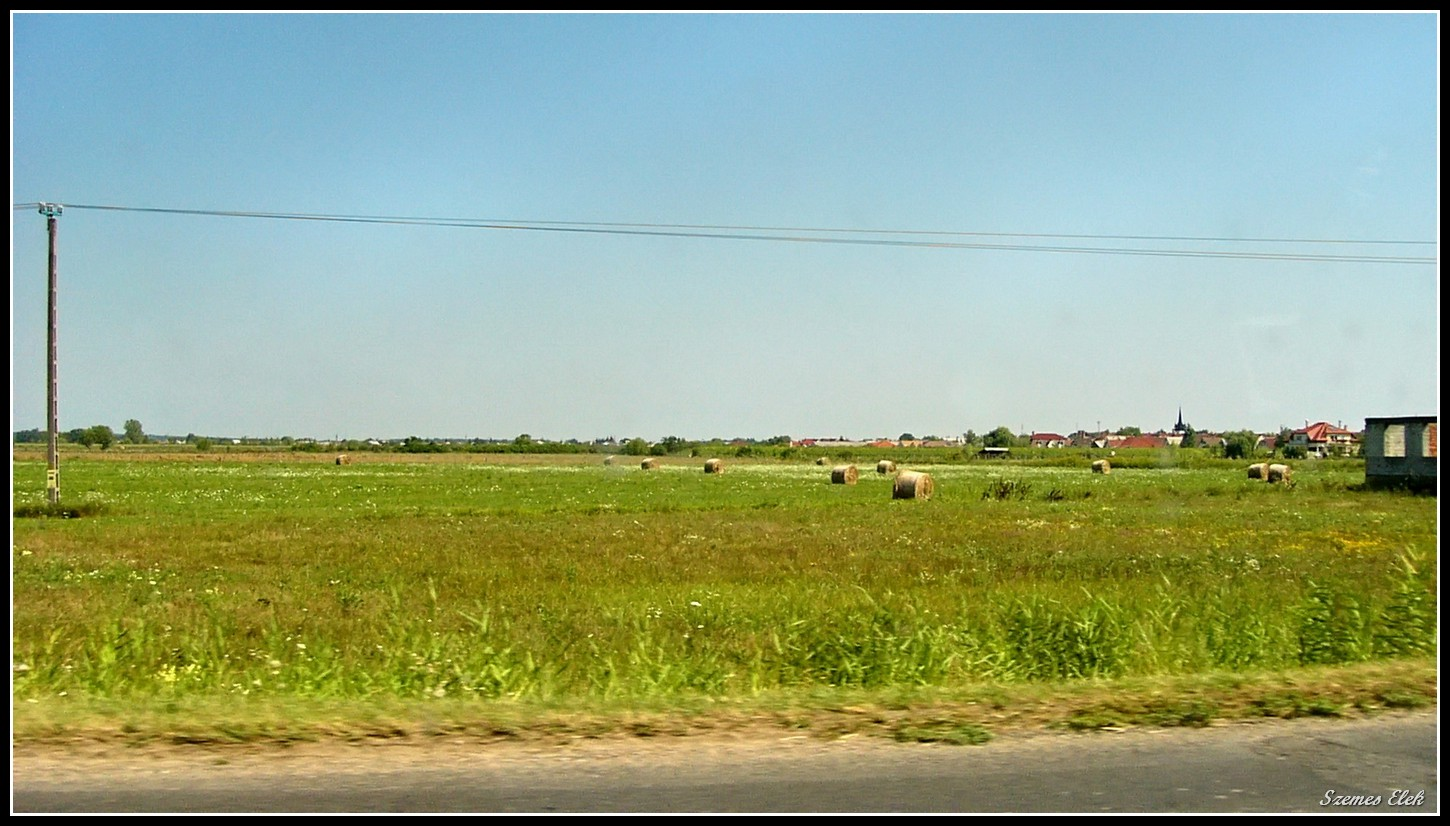
Krajina kolem Fehérgyarmatu
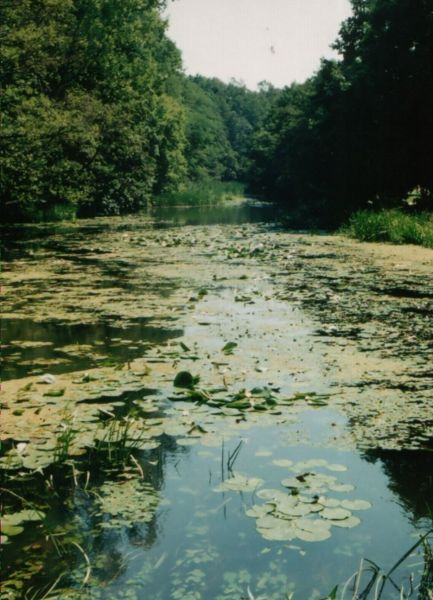
Řeka Túr
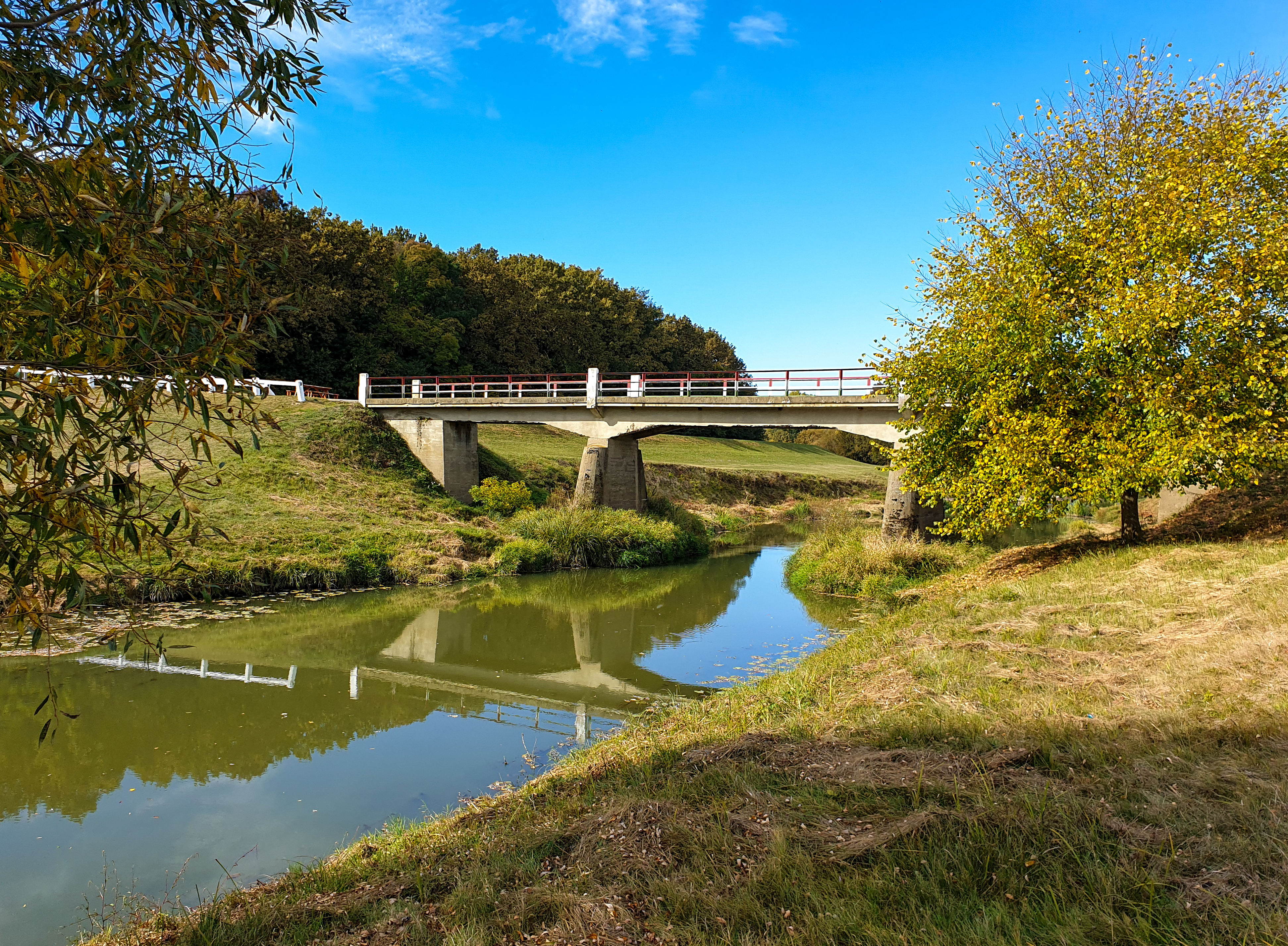
Most přes Túr u Garbolce, nejvýchodnější obci Maďarska
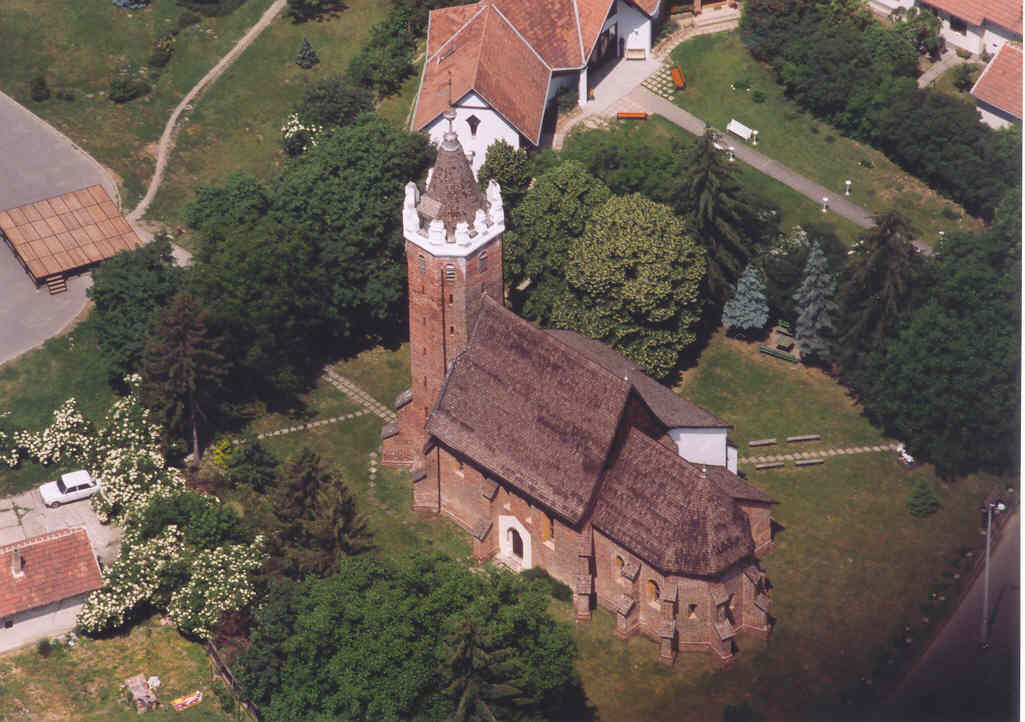
Chrám v Csengeru
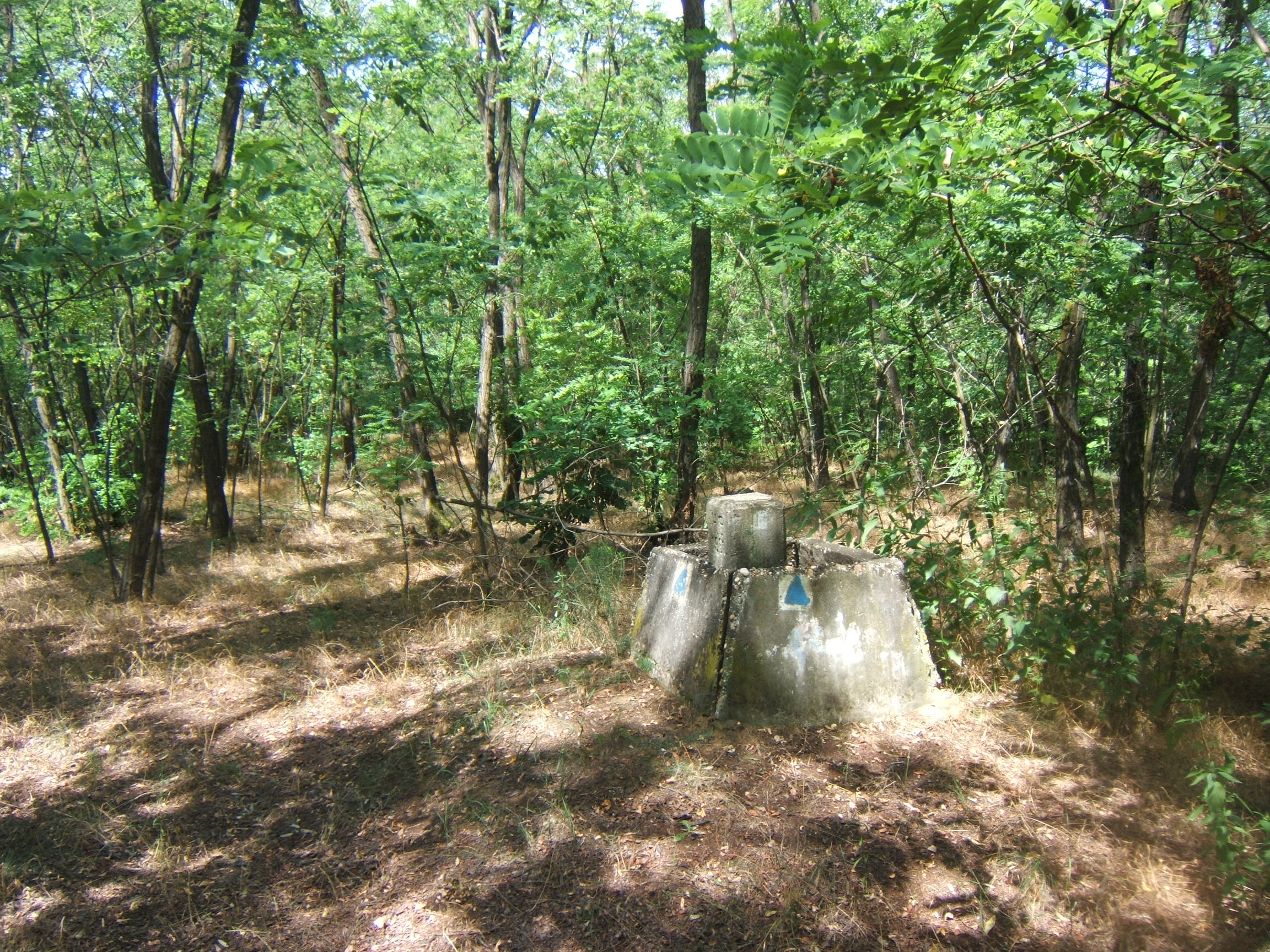
Hoportyó (183 m), nejvyšší bod oblasti Nyírség